# Tervel, Șumen
Tervel (în bulgară Тервел) este un sat în comuna Hitrino, regiunea Șumen,  Bulgaria. 

## Demografie
Componența etnică a satului Tervel
     Turci (64,97%)
     Nicio identificare (35,02%)
     Altele (0%)
La recensământul din 2011, populația satului Tervel era de 237 locuitori. Din punct de vedere etnic, majoritatea locuitorilor (64,97%) erau turci. Pentru 35,02% din locuitori nu este cunoscută apartenența etnică.